# چراغ مطالعه کوچک‌تر
چراغ مطالعه کوچک‌تر (به انگلیسی: Luxo Jr.) نام فیلم پویانمایی کوتاه به کارگردانی جان لستر و محصول سال ۱۹۸۶ استودیوی فیلمسازی پیکسار است. این فیلم، دومین انیمیشن کوتاه پیکسار است. چراغ مطالعهٔ کوچک‌تر نامزد دریافت جایزهٔ اسکار بهترین فیلم کوتاه پویانمایی نیز شده‌است.

## چکیده داستان
داستان دو چراغ مطالعه‌است که یکی بزرگ و دیگری کوچک است که مشغول بازی با یک توپ بادی می‌شوند…

## افتخارات
- پنجاه و نهمین دوره جوایز اسکار

| قسمت                      | نامزد                     | نتیجه    |
| ------------------------- | ------------------------- | -------- |
| بهترین فیلم کوتاه انیمیشن | جان لستر و Wiliiam Reewes | نامزدشده |